# بيرت كوك
بيرت كوك (بالإنجليزية: Bert Cook)‏ (1888 بشفيلد في المملكة المتحدة - ) هو لاعب كرة قدم بريطاني (وحمل سابقاً جنسية المملكة المتحدة لبريطانيا العظمى وأيرلندا) في مركز جناح ‏. لعب مع شيفيلد يونايتد ونادي تشيسترفيلد ونادي دونكاستر روفرز ونادي هاليفاكس تاون وThorpe Hesley F.C. ‏ ووركشوب تاون ‏ وMexborough Town F.C. ‏.